# Ukamau
Ukamau (Aymara: „So ist es“, moderne Schreibweise: Ukhamaw oder Ukamaw, ähnlich Ukhamawa) ist ein bolivianischer, auf Aymara gedrehter Spielfilm von Jorge Sanjinés aus dem Jahre 1966. Er handelt von der Rache eines Angehörigen des indigenen Volkes der Aymara an dem Mörder seiner Frau.

## Produktion
Ukamau ist der erste abendfüllende Spielfilm des Regisseurs Jorge Sanjinés. Mit seinen Kollegen – darunter der Drehbuchautor Óscar Soria, der Kameramann Antonio Eguino und der Produzent Ricardo Rada – gründete er die Produktionsfirma Ukamau („So ist es“), benannt nach dem Titel dieses auf Aymara gedrehten Films. Er wurde in der Regierungszeit des Generals René Barrientos Ortuño gedreht, der von 1964 bis zu seinem Tode 1969 herrschte und unter anderem durch das Catavi-Massaker am 24. Juni 1967 – Thema von Sanjinés' späterem Film El coraje del pueblo – bekannt wurde. Nach dem Militärputsch 1964 wurde das Bolivianische Filminstitut (Instituto Cinematográfico Boliviano, ICB) zunächst geschlossen, 1965 aber wieder eröffnet und Sanjinés als technischer Direktor eingesetzt.
So konnte er sein Spielfilmprojekt mit staatlichen Geldern verwirklichen, wozu er den Machthabern allerdings ein falsches Drehbuch vorlegte. Bei der Uraufführung des Films 1966 waren daher staatliche Vertreter anwesend, die mit großer Verärgerung auf den nicht genehmigten Filminhalt über die Rache eines Aymara am Mörder seiner Frau – interpretierbar als Aufruf zum Kampf gegen ein ungerechtes System – reagierten. Das ICB wurde umgehend geschlossen, und Sanjinés verlor seine Arbeit. Ukamau hatte dagegen in den bolivianischen Kinos einen Besucherrekord in der Filmgeschichte des Landes. Als die Regierung des Generals Barrientos die Vernichtung der Filmrollen anordnete, hatten über 300.000 Menschen Ukamau gesehen. Nach Sanjinés' eigenen Worten war Ukamau, wenn auch wegen seiner „strukturellen Begrenzungen“ noch keine „Film-Waffe“, so doch ein Aufruf, „den Kampf des Volkes in einer bewusst gewalttätigen Form zu führen“.
Wie auch in seinen späteren Filmen spielen bereits in Ukamau indigene Einwohner der Handlungsorte als Laienschauspieler die Hauptrollen.

## Handlung
Der Aymara-Bauer und Fischer Andrés Mayta (gespielt von Vicente Verneros) lebt mit seiner Frau Sabina (Benedicta Mendoza) in Yumani, einem Dorf auf der „Sonneninsel“ (Isla del Sol) im Titicacasee. Um seine Produkte direkt und nicht wie bisher über einen Zwischenhändler zu vermarkten, macht er sich mit seinem beladenen Boot auf den Weg. In der Zwischenzeit kommt der Zwischenhändler Rosendo Ramos (Néstor Peredo), um von Andrés Waren einzukaufen, trifft jedoch nur Sabina an und bedrängt sie. Sie will ihn wegschicken, doch er geht auf sie los, um sie zu vergewaltigen, wobei er sie tödlich verletzt. Er hört Andrés, auf seiner Flöte eine eindringliche Melodie spielend, zurückkehren und ergreift die Flucht. Als Andrés sein Haus betritt, liegt Sabina im Sterben, doch sie kann ihm noch den Namen des Mörders Ramos mitteilen. Andrés' Gefährten legen ihm nahe, zu Polizei zu gehen, doch er lehnt im Wissen ab, dass die staatlichen Organe den Indigenen gegenüber feindselig eingestellt sind. In den folgenden Wochen machen Andrés und Ramos noch Geschäfte, ohne dass sich Andrés etwas anmerken lässt. Im Folgenden wird der Charakter Ramos’ als engstirniger, egoistischer und gewalttätiger Mann vorgestellt, der seine Frau (Elsa Antequera) prügelt. Ramos fühlt sich immer wieder von Andrés' Flötenspiel verfolgt und schreckt jedes Mal hoch, wenn er einem Indigenen begegnet, und beendet seine Geschäfte mit Mayta. Ein Jahr nach Sabinas Tod macht sich Ramos auf eine Reise, um seinen Bruder zu besuchen. Mayta holt ihn an einem einsamen Ort ein, greift ihn an und tötet ihn im Zweikampf.

## Kritiken
Die Autoren der Website Historical Films about the Indigenous Peoples sehen im Film Ukamau einige ungeklärte Fragen, so etwa, warum Mayta ein Jahr für seine Rache wartete oder warum er ohne Waffe in den Zweikampf ging. Sie vergleichen Ukamau in seinem befangenen Künstlertum mit italienischen neorealistischen Filmen und erkennen einen Fokus auf das Individuum, während in den späteren Filmen das Kollektiv im Zentrum ist.
Pablo Russo hebt die Rolle der Sonneninsel (Isla del Sol) als „heiligen Ort für alle ursprünglichen Kulturen, die am Titicacasee lebten und leben,“ hervor. Ohne bis dahin sein Konzept von einem Kino über die Weltanschauung der Aymara (und der Quechua) ausgearbeitet zu haben, wozu später insbesondere der kollektive Protagonist (protagonista colectivo), also die Gemeinschaft als Handelnder gehörte, tat er nach Russos Worten durch die Wahl des heiligen Ortes, die an diesem Ort lebenden Laienschauspieler, die Drehorte in der Natur und die Wahl der indigenen Sprache Aymara einen entscheidenden Schritt in der Suche nach der bolivianischen kulturellen Identität. Zwischen dem Leben des Bauern Andrés und dem des Ausbeuters Ramos wird durch den Schnitt des Films nach Russo ein Gegensatz konstruiert, der die soziale Dichotomie auszudrücken soll.